# اسون تورل
اسون تورل (انگلیسی: Sven Thorell؛ ۱۸ فوریه ۱۸۸۸ – ۲۹ آوریل ۱۹۷۴) قایقران قایق بادبانی اهل سوئد بود.